# Juan van Dort
Juan Van Dort, conocido en holandés como Johan van Dorth (c. 1574 – 17 de julio de 1624), schout de Lochem, Señor de Horst y Pesch, era un noble y general de la República holandesa, quien combatió en las guerras de Flandes por el bando insurrecto, y quien pereció consecuentemente en combate contra la Corona española en San Salvador de Bahía (hoy conocida como Salvador), en el Brasil.
Fue gobernador del Brasil holandés entre mayo de 1624 y su muerte dos meses más tarde.

## Biografía
Van Dort era el segundo hijo de Seino van Dorth (1536–1605), gobernador y landdrost (senescal) de Zutphen, Lochem y Groenlo y de Maria Droste van Senden. En 1602, casó con María Adriana van Pallandt, quien le aportó el título de señor de Horst y Pesch.
En 1624, la Compañía Holandesa de las Indias Occidentales le despachó hacia tierras de la Unión Ibérica, al mando de 3000 soldados, transportándose a Brasil en la flota invasora dirigida por Jacobo Willekens.  Van Dort fue nombrado gobernador de los territorios a conquistar.
Habiendo los holandeses tomado la ciudad de San Salvador en la Bahía de Todos los Santos, en aquella época capital del Brasil, van Dort se encontró sitiado por las fuerzas irregulares organizadas por el obispo Marcos Texeira.

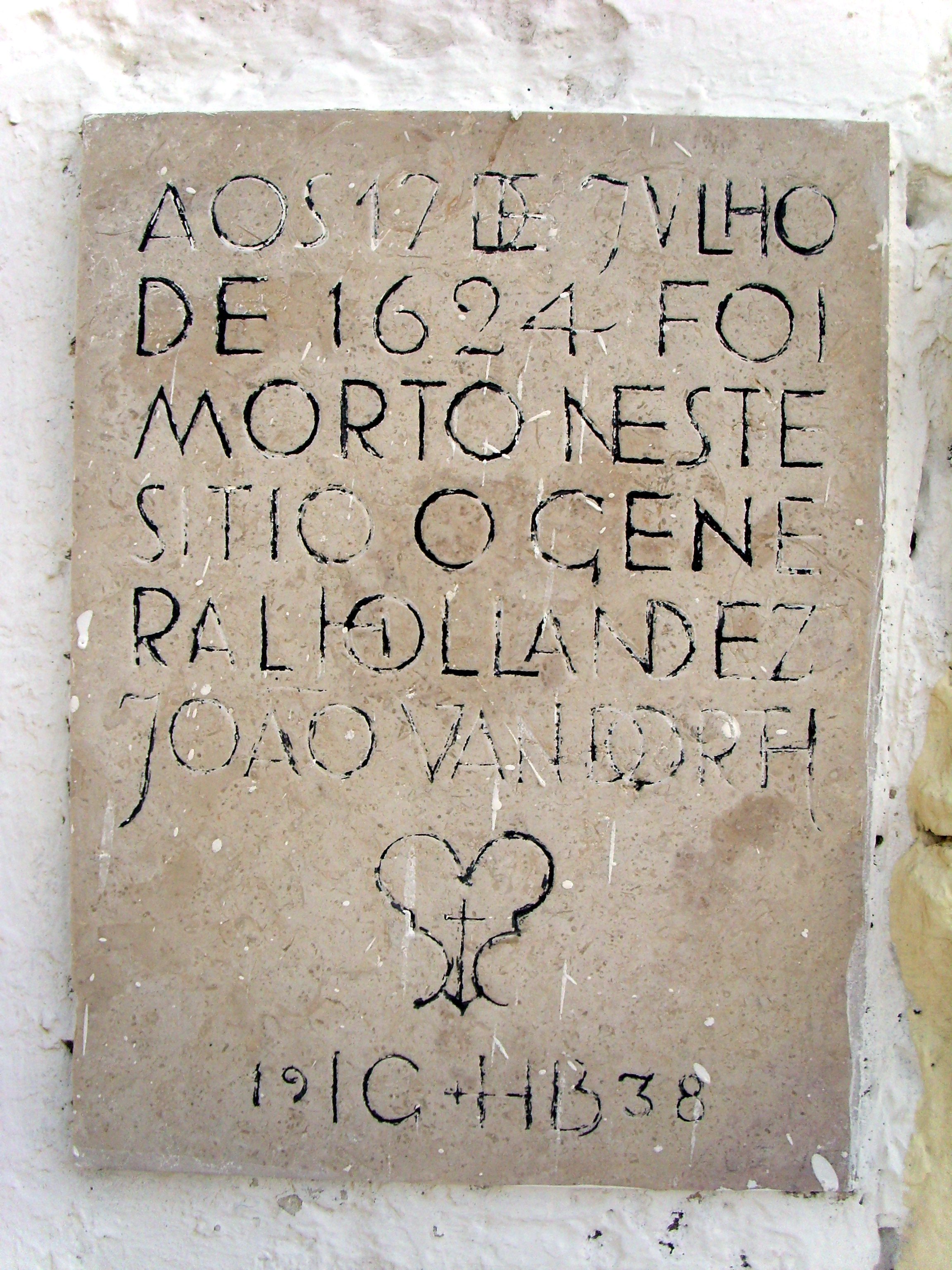
Placa conmemorativa erigida en 1938 en la ubicación del Fuerte de San Felipe).

En una de varias intentonas por alejar a las hostiles fuerzas sitiadoras en los alrededores del Fuerte San Felipe (al cual, remodelado, hoy los brasileños llaman Fuerte de Nuestra Señora de Montserrat) murió van Dort cerca de Agua de Meninos, al frente de una escuadra de 200 hombres, víctima de una banda de indios Tupinambá liderada por el capitán Francisco Padilla.

## Placa conmemorativa
Em 1938, el Instituto Geográfico e Histórico de Bahia colocó una placa conmemorativa a van Dort no muy lejos de su lugar de fallecimiento, en los antiguos predios del Fuerte de San Felipe.  La placa reza, en portugués:
Aos 17 de julho de 1624 foi morto neste sítio o general holandês João van Dorth. IGHB, 1938
En español: "a los 17 días de julio de 1624 fue muerto en este sitio el general holandés Juan van Dort.  IGHB, 1938."